# Преле (Асти)
Преле је насеље у Италији у округу Асти, региону Пијемонт.
Према процени из 2011. у насељу је живело 7 становника. Насеље се налази на надморској висини од 314 м.